# Panslavism

Europeiska stater med slaviska nationalspråk. Sydslaviska språk är markerade med mörkgrön färg, västslaviska med ljusgrön och östslaviska med vanlig grön.

Panslavism är en politisk och social pannationell strömning i slaviska länder, särskilt mot slutet av 1800-talet och under tidigt 1900-tal, där anhängarna strävade efter politiskt likaberättigande gentemot de då dominerande icke-slaviska staterna, efter enhet mellan de olika slaviska folken och en renässans för slavisk kultur. Man ville helt enkelt ena alla slaviska folk.

## Liknande strömningar
- Paniranism
- Panarabism
- Hindutva
- Skandinavism
- Pangermanism